# Ana Ferreira
Ana Ferreira (* 4. Oktober 1975) ist eine portugiesische Badmintonspielerin. 

## Karriere
Ana Ferreira war 1994 erstmals bei den nationalen Titelkämpfen erfolgreich. Weitere Titelgewinne folgten im jährlichen Rhythmus von 1996 bis 2000. Sie nahm an der Badminton-Weltmeisterschaft 1999 teil und siegte im selben Jahr bei den Argentina International im Mixed mit ihrem Partner Hugo Rodrigues.

## Sportliche Erfolge
| Saison | Veranstaltung                                | Disziplin   | Platz | Name                            |
| ------ | -------------------------------------------- | ----------- | ----- | ------------------------------- |
| 1992   | Portugal: Einzelmeisterschaften der Junioren | Damendoppel | 1     | Ana Ferreira / Ana Santos       |
| 1992   | Portugal: Einzelmeisterschaften der Junioren | Dameneinzel | 1     | Ana Ferreira                    |
| 1992   | Portugal: Einzelmeisterschaften der Junioren | Mixed       | 1     | Goncalo Traquina / Ana Ferreira |
| 1993   | Portugal: Einzelmeisterschaften der Junioren | Mixed       | 1     | Goncalo Traquina / Ana Ferreira |
| 1993   | Portugal: Einzelmeisterschaften der Junioren | Damendoppel | 1     | Ana Ferreira / Claudia Ribeiro  |
| 1993   | Portugal: Einzelmeisterschaften der Junioren | Dameneinzel | 1     | Ana Ferreira                    |
| 1994   | Portugal: Einzelmeisterschaften              | Dameneinzel | 1     | Ana Ferreira                    |
| 1994   | Portugal: Einzelmeisterschaften der Junioren | Mixed       | 1     | Carlos Ricardo / Ana Ferreira   |
| 1994   | Portugal: Einzelmeisterschaften der Junioren | Dameneinzel | 1     | Ana Ferreira                    |
| 1995   | Spanish International                        | Mixed       | 1     | Hugo Rodrigues / Ana Ferreira   |
| 1996   | Portugal: Einzelmeisterschaften              | Mixed       | 1     | Hugo Rodrigues / Ana Ferreira   |
| 1997   | Portugal: Einzelmeisterschaften              | Mixed       | 1     | Hugo Rodrigues / Ana Ferreira   |
| 1998   | Portugal: Einzelmeisterschaften              | Mixed       | 1     | Hugo Rodrigues / Ana Ferreira   |
| 1999   | Argentina International                      | Mixed       | 1     | Ana Ferreira / Hugo Rodrigues   |
| 1999   | Portugal: Einzelmeisterschaften              | Mixed       | 1     | Hugo Rodrigues / Ana Ferreira   |
| 1999   | Weltmeisterschaft                            | Mixed       | 33    | Hugo Rodrigues / Ana Ferreira   |
| 2000   | Portugal: Einzelmeisterschaften              | Damendoppel | 1     | Ana Ferreira / Helena Berimbau  |